# Donell Taylor
Quence Donell Taylor II (nacido el 26 de julio de 1982 en Washington D. C., Estados Unidos) es un exjugador de baloncesto que jugó en la NBA en los Washington Wizards entre 2005 y 2007.
Es un escolta de 198 cm., que acudió a la Universidad de Alabama en Birmingham. No fue elegido en el Draft de la NBA, pero firmó como agente libre para los Wizards en el mes de agosto del 2005.
Su hermano gemelo llamado Ronell jugó a su lado en la misma Universidad.